# Veszprém (historisch comitaat)
Het comitaat Veszprém  (Duits: Komitat Wesprim) was een historisch comitaat in het westen van het koninkrijk Hongarije. Dit comitaat bestond vanaf de 12e eeuw tot 1950 in zijn historische context. Het huidige gelijknamige comitaat Veszprém is iets groter en heeft er het hele noordelijke oever van het Balatonmeer bijgekregen van het naburige comitaat Zala, maar moest zelf de stad Siofok weer afstaan aan buurcomitaat Somogy en aan buurcomitaat Fejér, het deel rond Enying gelegen aan de zuidoostelijke oever van het eerder genoemde Balatonmeer, maar kreeg ook wat gebieden van het comitaat Vas, ten westen van de stad Pápa bij.

## Ligging

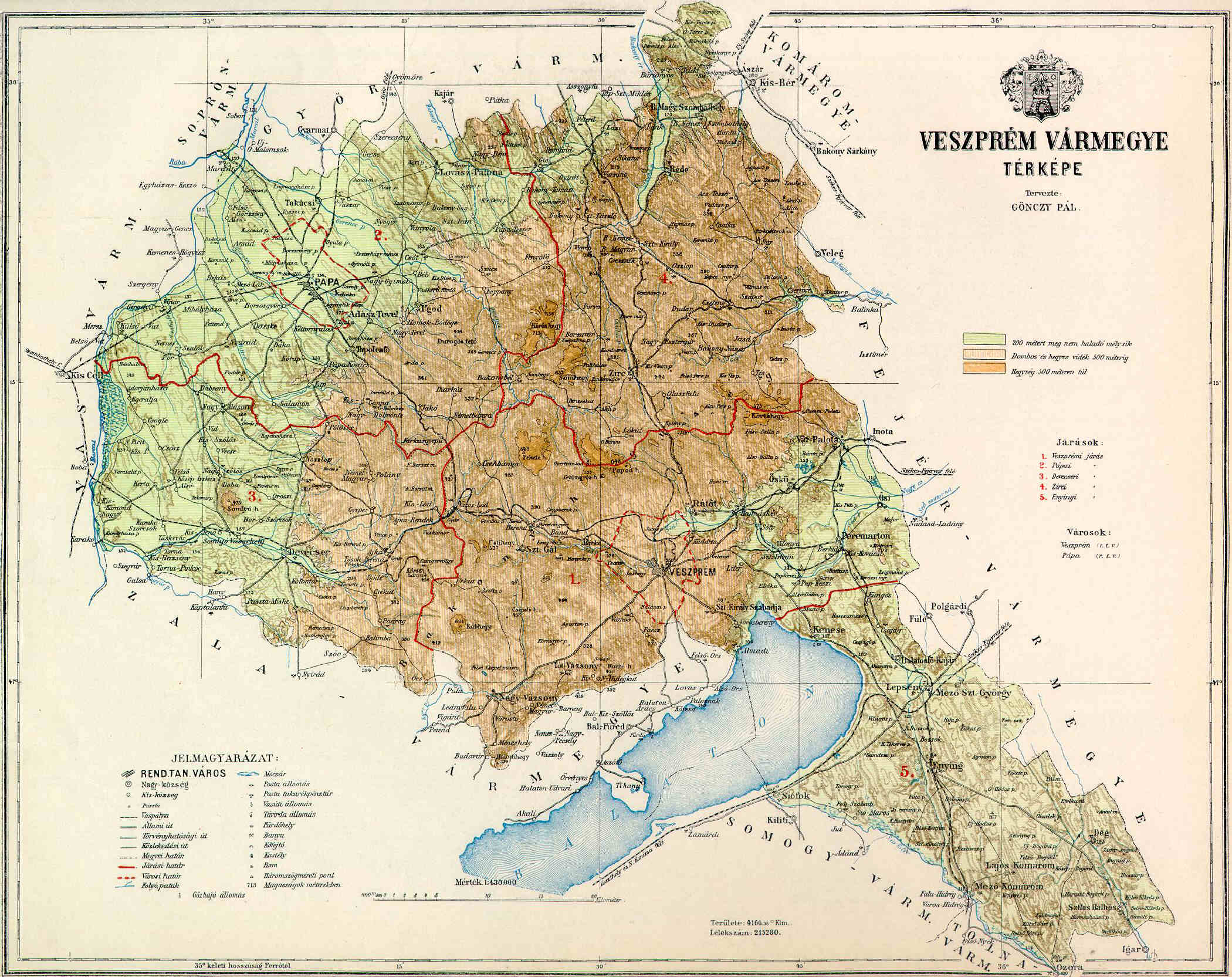
Kaart van het Comitaat Veszprém in 1890

Het comitaat grensde aan deze acht comitaten: Zala, Vas, Sopron, Győr, Komárom, Fejér , Tolna en midden door het Balatonmeer en via het riviertje Sió, ook aan Somogy. Het gebied had enigszins een glooiend landschap in het zuiden en een heuvellachtige landschap in het noorden van het gebied. In het noorden en midden van het gebied is het bosrijke Bakonywoud te vinden, dat in bredere zin onderdeel uit maakt van het Transdanubisch Middelgebergte en lopen er verschillende kleinere rivieren door het comitaat. Het Balatonmeer lag in het zuidoosten van het gebied, het ging hier wel om de gehele oostoever van het meer. De rivier Marcal vormde de westelijke grens van het comitaat. De Sió vormde ook de grens met het comitaat Tolna.

## Districten
| Stoeldistrict | Hoofdplaats           |
| ------------- | --------------------- |
| Devecser      | Devecser / Dewetscher |
| Enying        | Enying                |
| Pápa          | Pápa / Poppa / Pupa   |
| Veszprém      | Veszprém / Weißbrünn  |
| Zirc          | Zirc / Sirtz          |
| Stadsdistrict |                       |
| Pápa          | Pápa / Poppa / Pupa   |
| Veszprém      | Veszprém / Weißbrünn  |